# هلموت ریلینگ
هلموت ریلینگ (آلمانی: Helmuth Rilling؛ زادهٔ ۲۹ مهٔ ۱۹۳۳) رهبر ارکستر و گروه کر، معلم موسیقی، استاد دانشگاه و موسیقی‌دان اهل آلمان است.

## زندگی‌نامه
او از شاگردان لئونارد برنستاین در نیویورک بود و از سال ۱۹۶۷ رهبر گروه کر دانشگاه موسیقی و هنرهای نمایشی فرانکفورت شد و تا ۱۹۸۵ در آنجا ماند. هلموت ریلینگ به واسطهٔ اجرای آثار یوهان سباستیان باخ و هم‌عصرانش شهرت دارد. او همچنین بسیاری از آثار کُرال و ارکسترال رمانتیک و کلاسیک از جمله آثار یوهانس برامس را به ثبت رسانده‌است. او در سال جشنواره باخ اورگن پایه‌گذاری کرد و تا سال ۲۰۱۳ مدیر و کارگردان هنری آن بود. وی در سال ۲۰۰۱ برندهٔ جایزهٔ گرمی و در سال ۲۰۰۴ برندهٔ «مدال باخ» شد.